# Campeonato Paulista de Futebol de 2018 - Segunda Divisão
A Segunda Divisão do Campeonato Paulista de 2018 foi a quadragésima terceira edição desta competição de futebol, equivalente ao quarto escalão do estado e organizada pela Federação Paulista de Futebol (FPF).
A competição foi composta de cinco fases e disputada por 40 equipes entre os dias 7 de abril e 27 de outubro. Nas três primeiras fases, os participantes foram divididos em grupos, pelos quais os integrantes enfrentaram os adversários da própria chave em jogos de turno e returno. Nas fases eliminatórias, o resultado agregado das duas partidas definiram quem avançou à fase seguinte. Dessa forma, as quatro equipes restantes foram reduzidas à metade até a final.
O Primavera conquistou o título da edição após vencer a decisão contra o Comercial. Os dois finalistas garantiram o acesso para a Série A3 de 2019.

## Formato e participantes
Em sua quadragésima terceira edição, o quarto escalão do estado foi disputado em cinco fases, sendo três em formato de pontos corridos e duas eliminatórias. Nas três primeiras fases, os participantes foram divididos em grupos, pelos quais os integrantes enfrentaram os adversários da própria chave em jogos de turno e returno.
Por outro lado, as duas últimas fases foram compostas por jogos eliminatórios, definidos de acordo com a classificação geral. Conforme preestabelecido no regulamento, o resultado agregado das duas partidas definiram quem avançou à fase seguinte. Os 40 participantes desta edição foram:
| Grupo 1 - Andradina - Assisense - Grêmio Prudente - Osvaldo Cruz - Santacruzense - Talentos 10 - Tupã - VOCEM Grupo 2 - América-SP - Bandeirante - Catanduva - Catanduvense - Fernandópolis - Inter de Bebedouro - José Bonifácio - Taquaritinga Grupo 3 - Brasilis - Comercial - Francana - Independente-SP - Itapirense - Jaguariúna - Sãocarlense - XV de Jaú | Grupo 4 - Amparo - Atlético Mogi - Flamengo-SP - Guarulhos - Joseense - Paulista - São José-SP - União Mogi Grupo 5 - Barcelona - Elosport - Guarujá - Itararé - Jabaquara - Mauá - Mauaense - Primavera |

## Resultados
Os resultados das partidas da competição estão apresentados nos chaveamentos abaixo. As três primeiras fases foram disputadas por pontos corridos, com os seguintes critérios de desempates sendo adotados em caso de igualdades: número de vitórias, saldo de gols, número de gols marcados, número de cartões vermelhos recebidos, número cartões amarelos recebidos e sorteio. Por outro lado, as fases eliminatórias consistiram de partidas de ida e volta, as equipes mandantes da primeira partida estão destacadas em itálico e as vencedoras do confronto, em negrito. Conforme preestabelecido no regulamento, o resultado agregado das duas partidas definiram quem avançou à final, que foi disputada por Primavera e Comercial e vencida pela primeira equipe, que se tornou campeã da edição.

### Primeira fase

#### Grupo 3
- O Sãocarlense perdeu 3 pontos por infração ao art. 214.

#### Grupo 5
- O Guarujá foi excluído da competição devido aos três W.O.s consecutivos.[10]

### Fases finais
|  | Semifinais         | Semifinais | Semifinais | Semifinais |   |           | Final | Final | Final | Final |
|  |                    |            |            |            |   |           |       |       |       |       |
|  | Primavera          | 2          | 2          | 4          |   |           |       |       |       |       |
|  | Inter de Bebedouro | 0          | 0          | 0          |   |           |       |       |       |       |
|  | Inter de Bebedouro | 0          | 0          | 0          |   | Primavera | 0     | 2     | 2     |       |
|  |                    |            |            |            |   | Primavera | 0     | 2     | 2     |       |
|  |                    | Comercial  | 0          | 1          | 1 |           |       |       |       |       |
|  | São José-SP        | Comercial  | 0          | 1          | 1 | 1         | 2     | 3     |       |       |
|  | São José-SP        |            |            |            |   | 1         | 2     | 3     |       |       |
|  | Comercial (mc)     | 1          | 2          | 3          |   |           |       |       |       |       |